# Tricholochmaea alni
Tricholochmaea alni es una especie de insecto coleóptero de la familia Chrysomelidae.
Fue descrita científicamente en 1924 por Fall.